# Anfield
Anfield és un estadi de futbol situat al districte d'Anfield de la ciutat portuària de Liverpool, pertanyent al districte metropolità de Meresydide al nord-est d'Anglaterra. Serveix de seu habitual del Liverpool Football Club que juga a la FA Premier League. Després de la seva última remodelació acabada el 2016, l'estadi té una capacitat de 54.074 espectadors.

## Història
L'estadi d'Anfield va ser construït el 1884 als terrenys adjacents al parc de Stanley (Stanley Park), i era l'escenari original dels partits de l'Everton FC, encara que aquest equip abandonà l'estadi el 1892 a causa d'un conflicte econòmic. Llavors, el propietari del camp, John Houlding, va decidir crear el seu propi club per jugar a l'estadi, el Liverpool FC.
El 1906, la graderia d'un dels extrems del camp va ser batejada amb el nom de Spion Kop (situació desesperada), en record d'una de les batalles a la Segona Guerra Bòer en la qual van morir els 300 homes del regiment de Lancashire. La majoria d'aquells homes eren de Liverpool.

## Referències

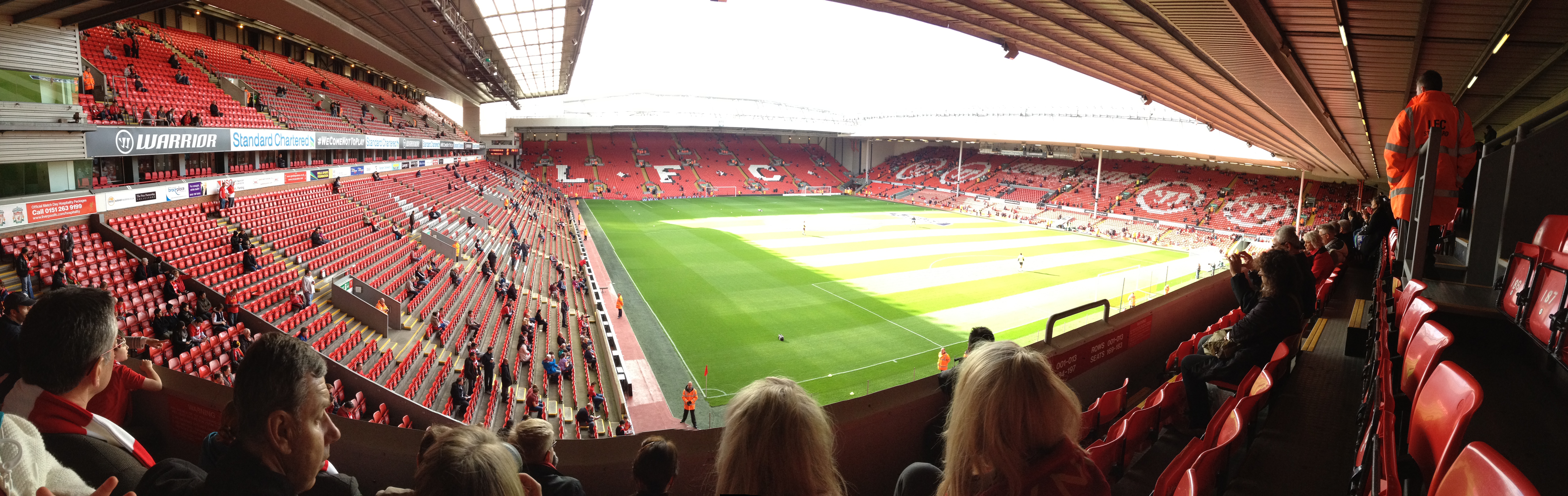
Panorama d'Anfield, 20.12.2012, Punt de vista: Anfield Road Stand; esquerra: Centenary Stand, centre: Kop Stand; dreta: Main Stand.